# 피브리노겐

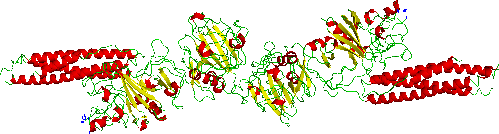
피브리노겐

피브리노겐(Fibrinogen)은 혈액응고에 관계하는 혈장 단백질이다. 간에서 합성되고 섬유소원이라고 불리기도 한다. 사람과 같은 척추동물의 혈장 속에 녹아 있으며, 사람에게는 1L 속에 대략 2-3g 정도가 함유되어 있다. 양쪽 끝과 중앙부에 마디가 있는 막대 모양이다. 우리 피부에 상처가 났을 때 피브리노겐의 영향으로 딱지가 형성된다. 구체적으로는, 혈관벽에 상처가 났을 때 혈소판에서 트롬보키나아제라는 효소가 유리되어 혈장에 녹아있는 프로트롬빈을 트롬빈으로 활성화시킨다. 이 트롬빈 효소는 피브리노겐을 가수분해하여 피브린으로 만들어준다. 이때 이 피브린의 분자는 서로 물리적으로 결합하여 젤라틴과 같은 겔로 변화한다.